# Mouriri francavillana
Mouriri francavillana är en tvåhjärtbladig växtart som beskrevs av Célestin Alfred Cogniaux. Mouriri francavillana ingår i släktet Mouriri och familjen Melastomataceae.
Artens utbredningsområde är Franska Guyana. Inga underarter finns listade i Catalogue of Life.